# Salarias fasciatus
Espèce
Synonymes
- Blennius fasciatus Bloch, 1786[2]
- Salarias fasciata[2]
- Salarias quadripennis Cuvier, 1816[2]

Statut de conservation UICN

 LC  : Préoccupation mineure
Salarias fasciatus est une espèce de poissons marins de la famille des Blenniidae.

## Systématique
L'espèce Salarias fasciatus a été initialement décrite en 1786 par le naturaliste allemand Marcus Élieser Bloch (1723-1799) sous le protonyme de Blennius fasciatus.

## Répartition, habitat
Salarias fasciatus se rencontre dans les récifs du bassin Indo-Pacifique, depuis la mer Rouge et l'Est des côtes africaines jusqu'à Îles Samoa, l'archipel Ryūkyū, la Grande Barrière de corail et la Nouvelle-Calédonie. Cette espèce est présente jusqu'à 8 m de profondeur.

## Description
Salarias fasciatus peut mesurer jusqu'à 14 cm de longueur totale.

## Étymologie
Son épithète spécifique, du latin fasciatus, « rayé », fait référence aux bandes sombres présentes sur son corps et sa nageoire dorsale.